# Lista insulelor din orașul Veneția

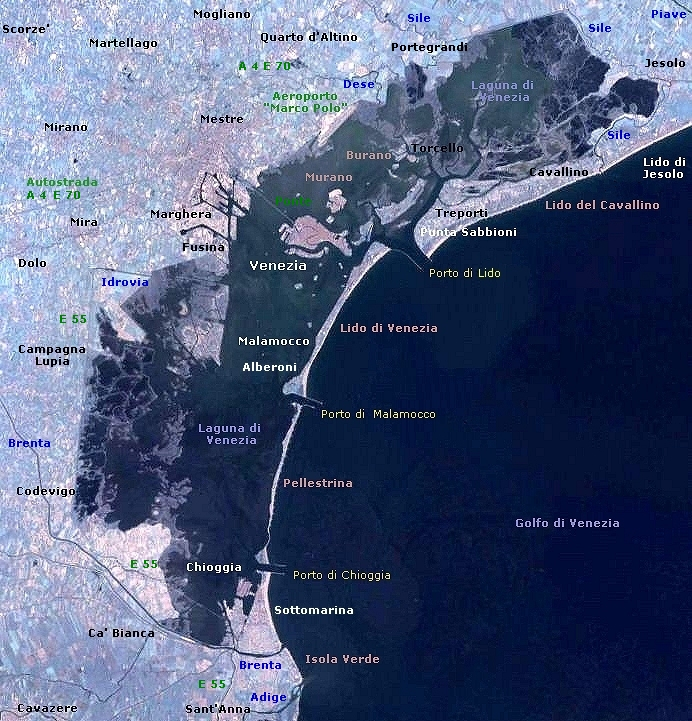
Vedere din satelit a Lagunei Veneţiene; sunt indicate numele principalelor insule.

Acest articol prezintă insulele din orașul Veneția, din Italia.
Laguna Venețiană este o lagună a Mării Adriatice, în care este situat orașul Veneția. Insulele și insulițele orașului, cuprinse între canale (rii), sunt grupate mai jos după cartierul („sestiere”) respectiv.

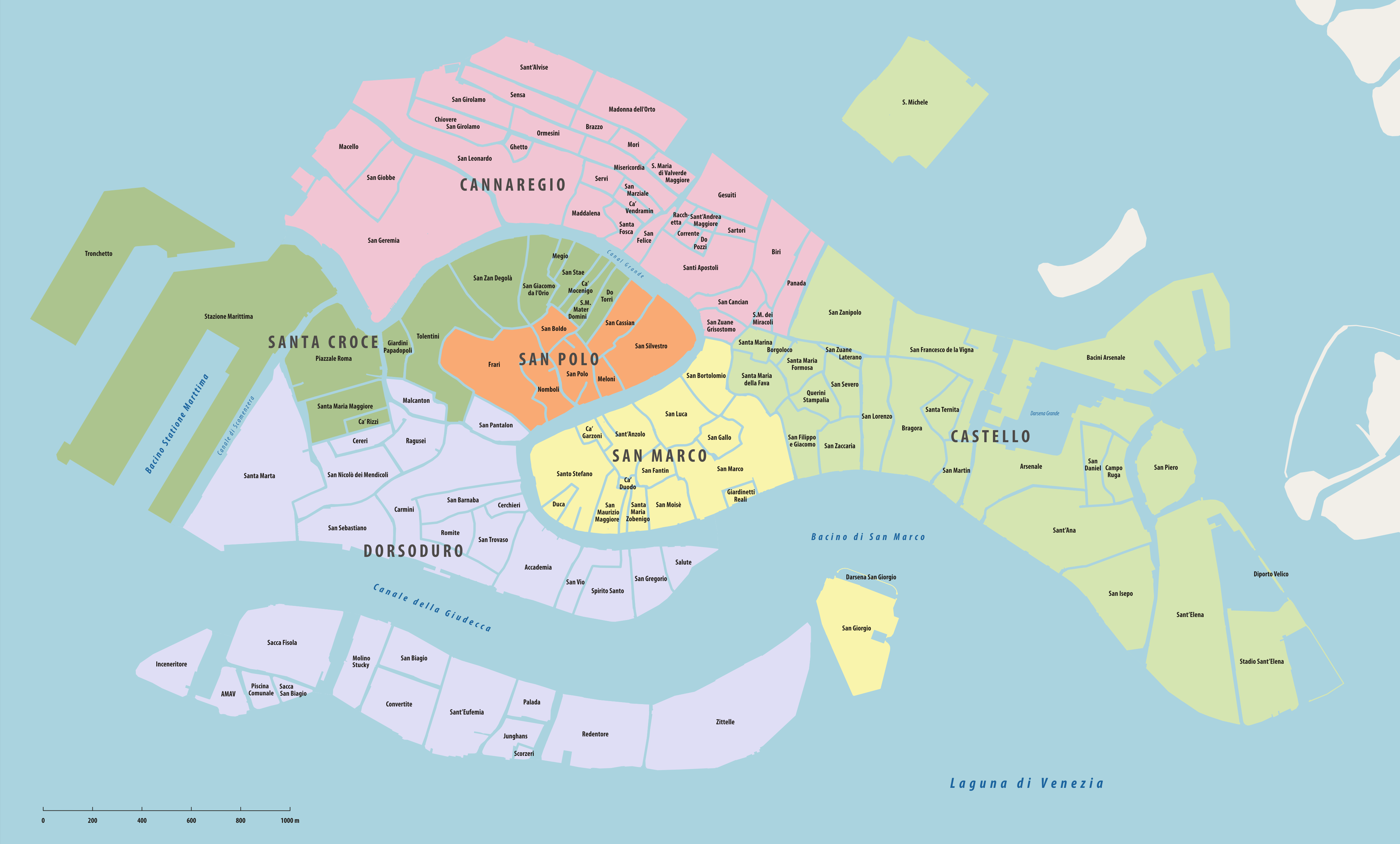

## Zona „citra”

### SestiereCannaregio (33 de insule)
- La vest de canalul Cannaregio
  - Crea
  - Macello
  - San Geremia
- La vest de canalul de la Misericorde

- - Sant'Alvise
  - Madonna de l'Orto
  - Sensa
  - Brazzo
  - Mori
  - Santa Maria di Valverde
  - San Girolamo
  - Ormesini
  - Misericordia
  - Chiovere
  - Ghetto
  - Servi
  - San Marziale
  - Ca'Vendramin
  - San Leonardo
  - Santa Maddalena
  - Santa Fosca
  - San Felice

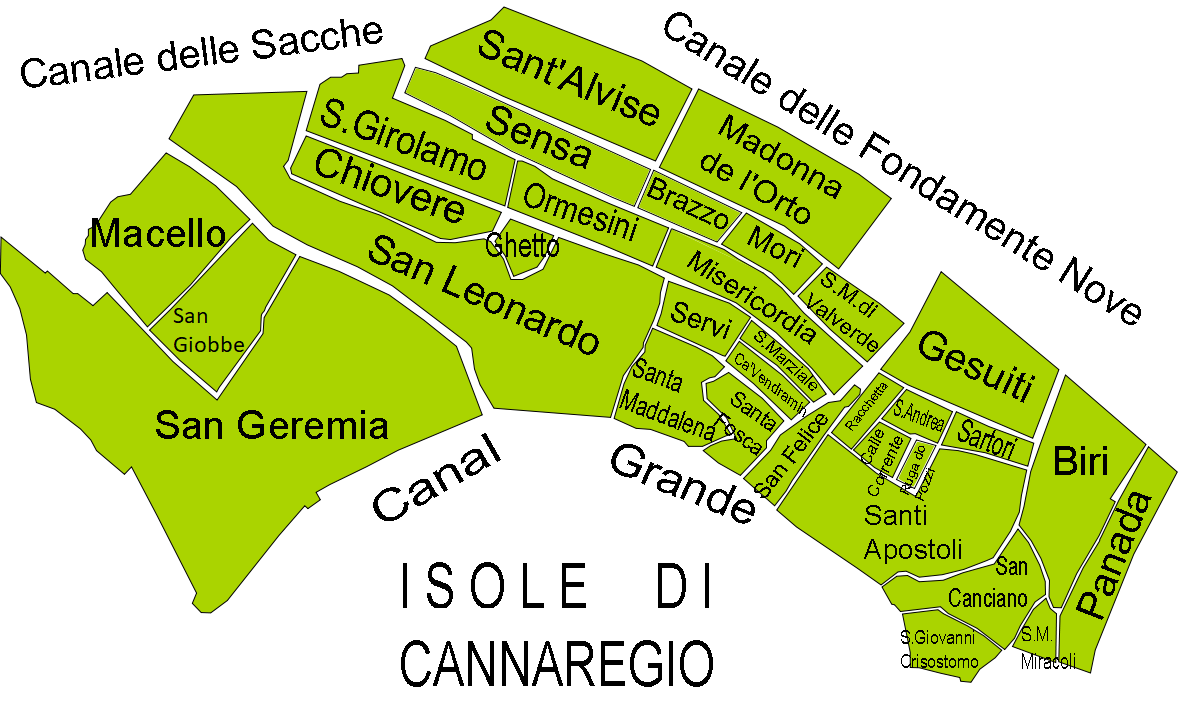

- La est de canalul de la Misericorde
  - Gesuiti
  - Biri
  - Panada
  - Racchetta
  - Sant'Andrea
  - Sartori
  - Calle Corrente
  - Ruga do Pozzi
  - Santi Apostoli
  - San Canciano
  - Santa Maria Miracoli
  - San Giovanni Crisostomo

### SestiereCastello (23 de insule)

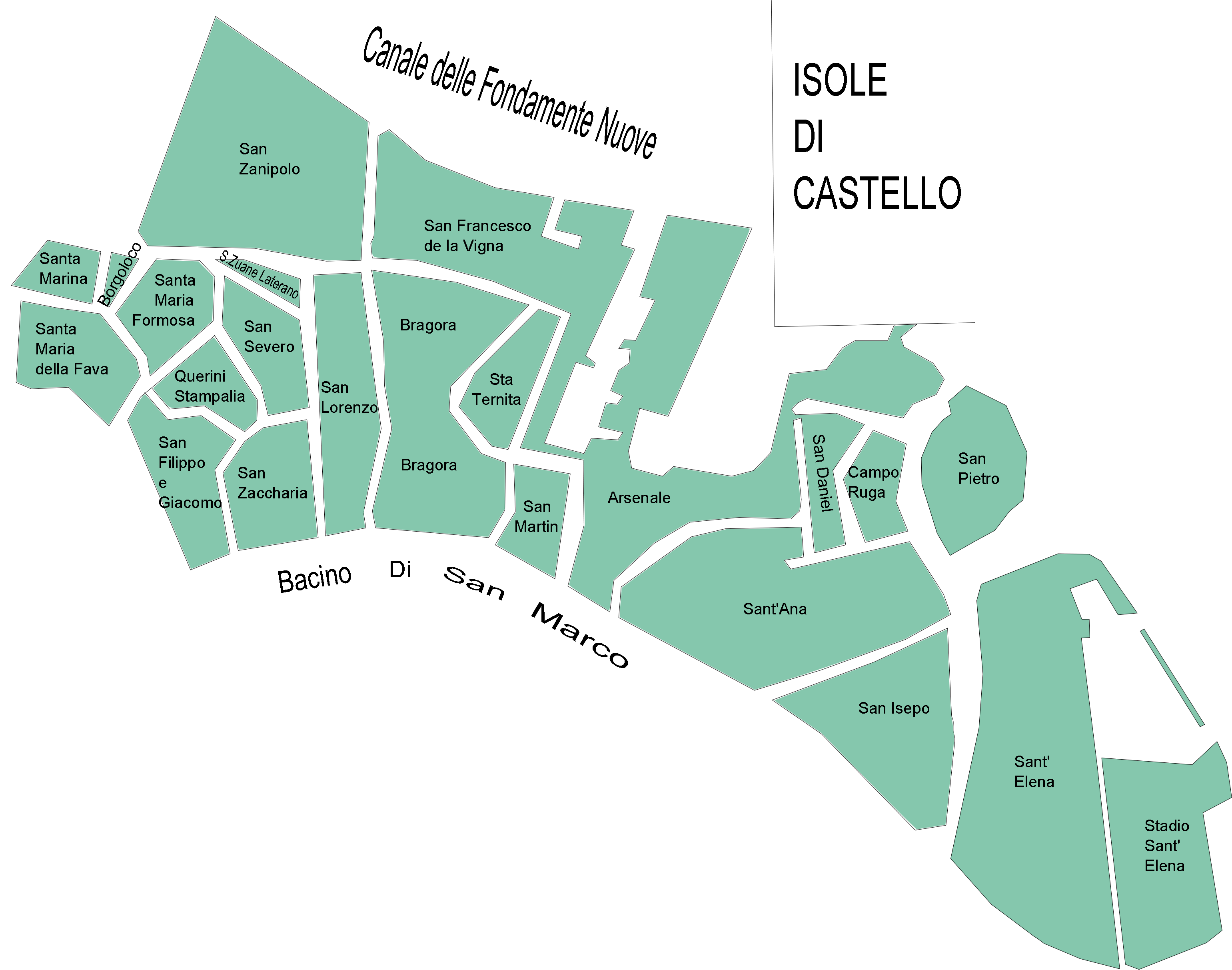

- La vest de canalele Pietà - San Antonin - Santa Giustina
  - San Zanipolo
  - San Zuane Laterano
  - Santa Marina
  - Santa Maria della Fava
  - Borgoloco
  - Santa Maria Formosa
  - Querini Stampalia
  - San Filippo e Giacomo
  - San Severo
  - San Zaccharia
  - San Lorenzo

- La vest de Arsenal
  - Bragora
  - San Francesco de la Vigna
  - Santa Ternita
  - San Martin
  - Arsenale

- La est de Arsenal
  - Sant'Ana
  - San Isepo
  - San Daniel
  - Campo Ruga
  - San Piero
  - Sant'Elena
  - Stadio Sant'Elena

### SestiereSan Marco (12 insule)

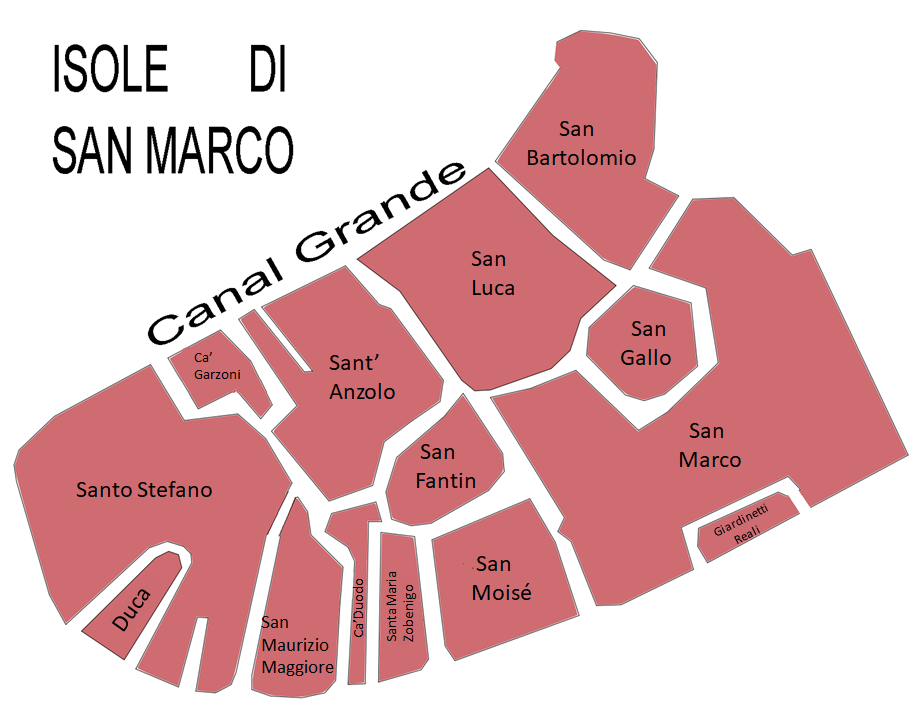

- La vest de canalele San Luca - Barcaroli - San Moisé
  - Santo Stefano
  - Vitturi (Falier)
  - San Samuele
  - San Beneto
  - XII Marzo
  - Giglio
  - San Fantin
  - Feltrina (Contarini)

- La est de canalele San Luca - Barcaroli - San Moisé
  - San Luca
  - San Marco
  - San Salvador (Marzaria del Capitello)
  - San Gallo

## Zona „ultra”

### SestiereDorsoduro (17 insule)

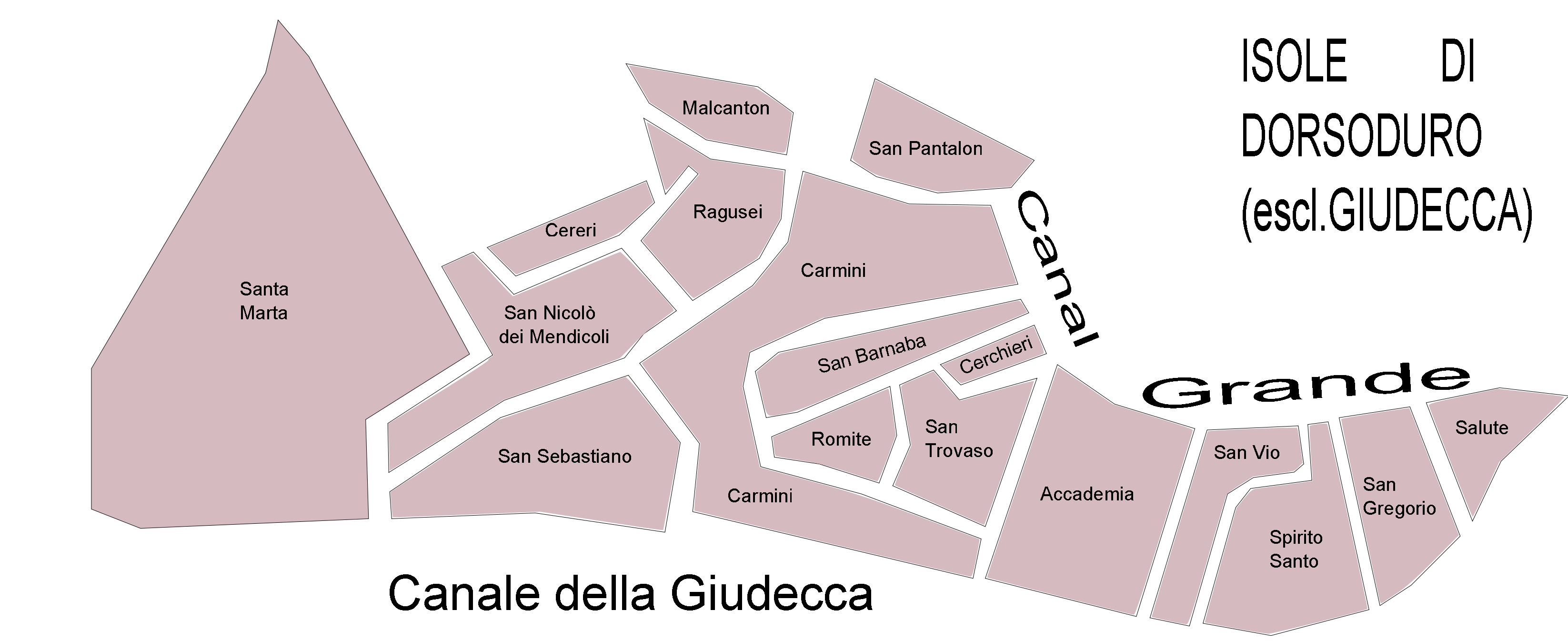

- - Santa Marta
  - Malcanton
  - San Pantalon
  - Ragusei
  - Cereri
  - San Nicolò dei Mendicoli
  - San Sebastiano
  - Carmini
  - San Barnaba
  - Romite
  - Cerchieri
  - San Trovaso
  - Accademia
  - San Vio
  - Spirito Santo
  - San Gregorio
  - Salute

### SestiereSan Polo (7 insule)

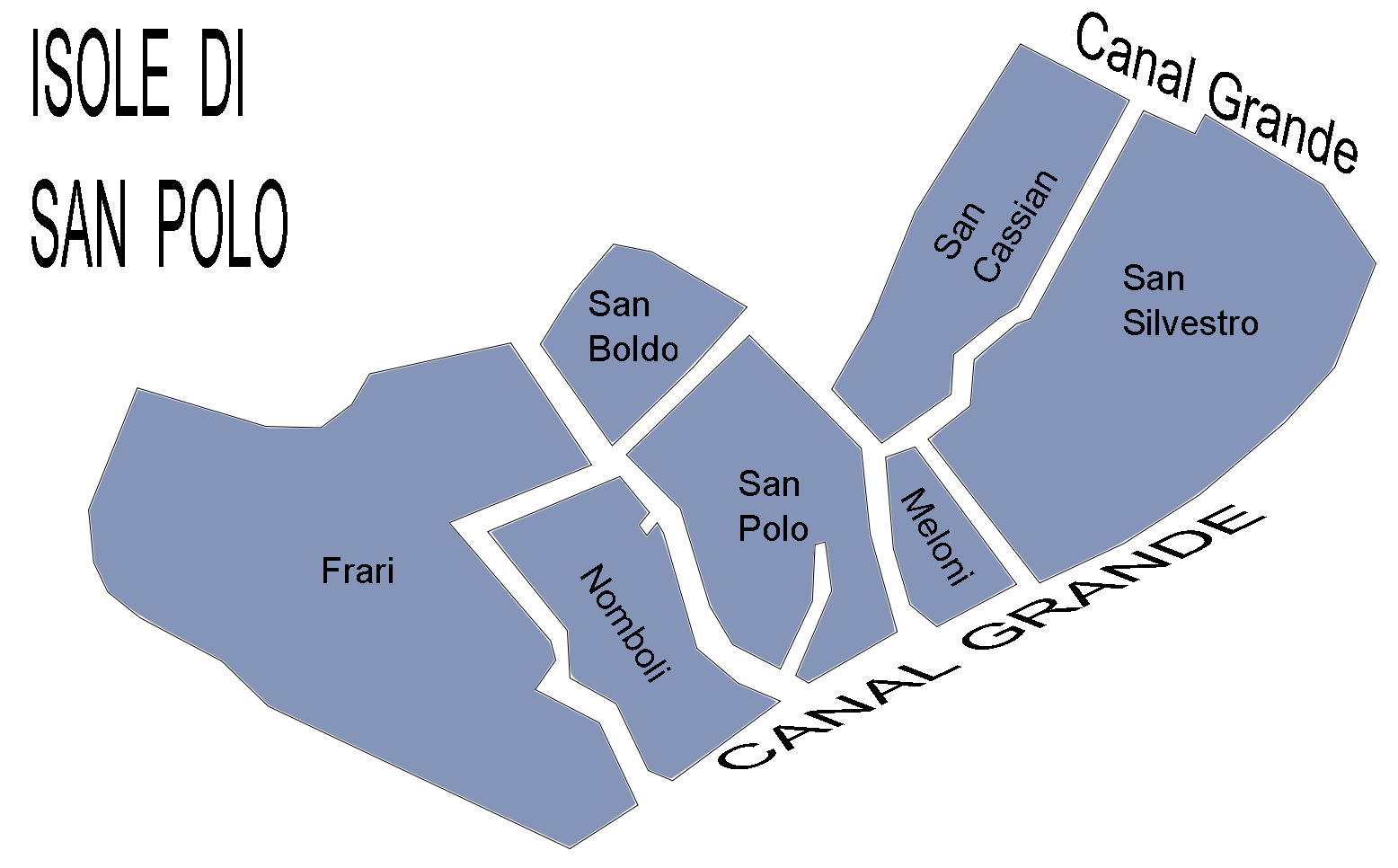

- - Frari
  - San Boldo
  - San Polo
  - Nomboli
  - Meloni
  - San Silvestro
  - San Casian

### SestiereSanta Croce (14 insule)

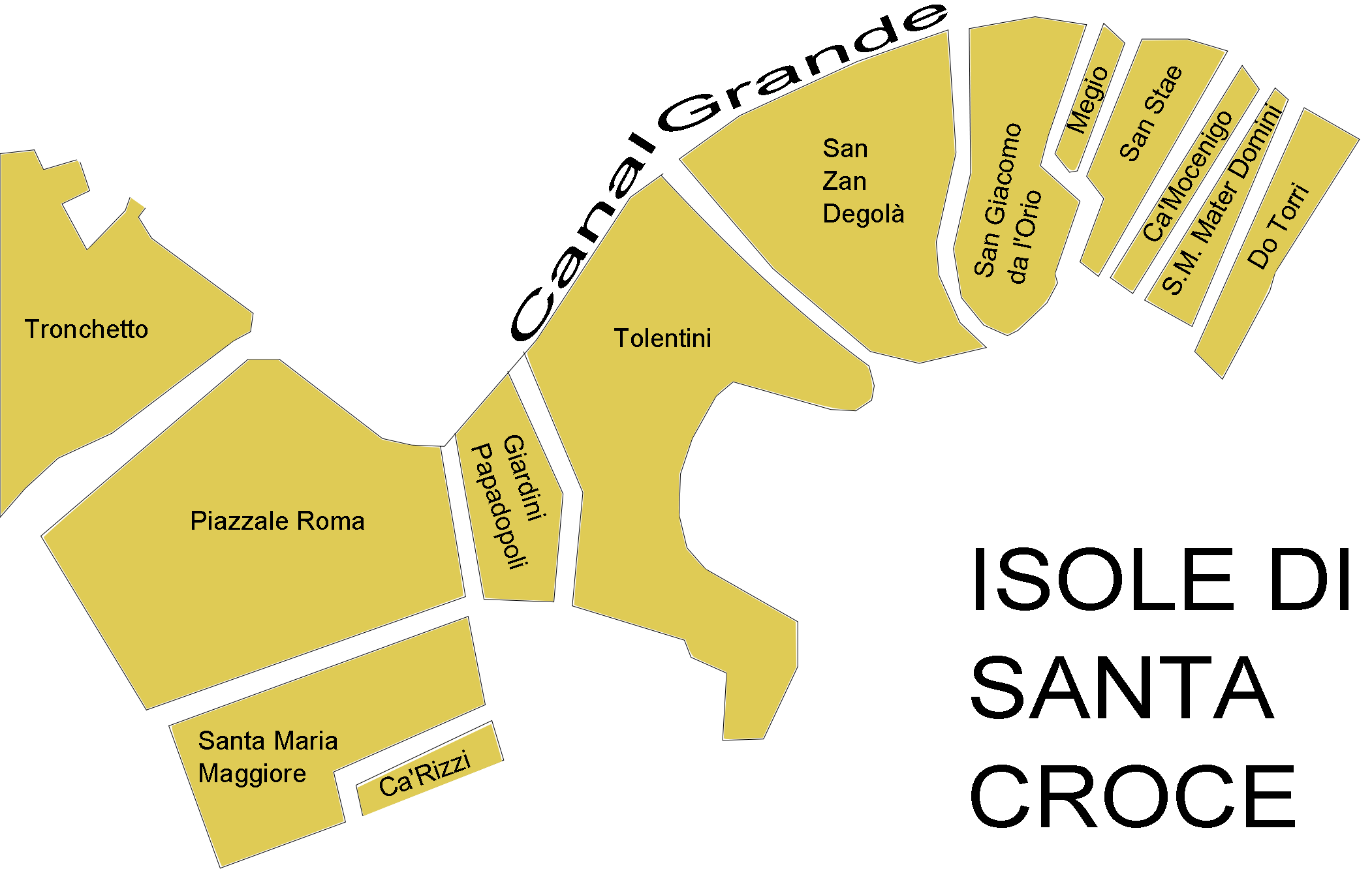

- - Tronchetto
  - Piazzale Tronchetto
  - Piazzale Roma
  - Santa Maria Maggiore
  - Ca'Rizzi
  - Giardini Papadopoli
  - Tolentini
  - San Zan Degolà
  - San Giacomo da l'Orio
  - Megio
  - San Stae
  - Ca'Mocenigo
  - Santa Maria Mater Domini
  - Do Torri